# Ed Roberts

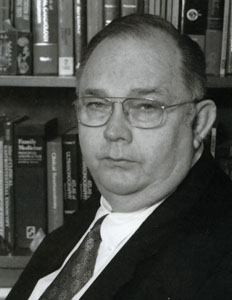
Ed Roberts

Henry Edward (Ed) Roberts (Miami (Florida), 13 september 1941 – Georgia, 1 april 2010) was een Amerikaans ingenieur, ondernemer en arts die in 1970 het bedrijf Micro Instrumentation and Telemetry Systems (MITS) oprichtte. Hij verkocht daarmee bouwdozen voor hobbyisten van modelraketten. Hij staat bekend als "de vader van de personal computer". 

## Biografie
Zijn eerste succes behaalde hij met de verkoop van de eerste rekenmachines, maar na enige tijd was de concurrentie zo groot dat het bedrijf grote verliezen leed. Roberts begaf zich in het midden van de jaren 70 weer op de markt van bouwdozen, nu voor kleine computers. Het resultaat was de Altair 8800, die gebaseerd was op de nieuwste Intel 8080A-chip. De bouwdoos werd verkocht voor 395 dollar. Voor 100 dollar extra werd de machine ook in elkaar gezet. Roberts verscheen in januari 1975 met zijn computer op de omslag van het tijdschrift Popular Electronics en de Altair 8800 werd in korte tijd een succes. Na een half jaar had MITS al meer dan 5000 computers verkocht. Tegen het einde van het jaar was de eerste kloon van de computer op de markt.
Het succes van de Altair 8800 trok de aandacht van Paul Allen en Bill Gates, die al enige ervaring hadden met het schrijven van software. Zij namen contact op met Roberts en stelden hem voor software voor de Altair te schrijven. De twee ontwikkelden de computertaal Altair BASIC, die het de gebruikers van de computer mogelijk maakte om zelf programma's te ontwerpen. Ze verhuisden na een tijd naar Albuquerque, de basis van MITS, en stichtten er hun eigen bedrijfje Microsoft, dat na enige jaren uitgroeide tot de belangrijkste speler op de markt van software voor pc's.
Roberts verkocht zijn bedrijf in 1977 voor twee miljoen dollar. Hij deed vervolgens een artsenopleiding en begon een praktijk. Ed Roberts overleed in april 2010 op 68-jarige leeftijd in het ziekenhuis aan een longontsteking.
Roberts werd gespeeld door Gailard Sartain in Pirates of Silicon Valley, een televisiefilm uit 1999 over de begindagen van de microcomputerindustrie.